# Jackie Evancho
Jacqueline Marie Evancho, detta Jackie (Pittsburgh, 9 aprile 2000), è un mezzosoprano statunitense.
Sebbene lei stessa si definisca musicalmente e per repertorio una cantante classical crossover, anche a causa di una carriera solo agli inizi e non ancora pienamente indirizzata, per la sua impostazione tecnica e vocale è considerata la più giovane cantante di opera lirica del mondo.
Ha raggiunto la fama a soli dieci anni con la partecipazione alla quinta edizione di America's Got Talent, classificandosi al secondo posto.

## Primi anni
È nata a Pittsburgh (Pennsylvania, USA), da Michael e Lisa Evancho, seconda di quattro figli con suo fratello maggiore Jacob e i suoi fratelli minori Zachary e Rachel. Comincia ad interessarsi al canto nel 2007, dopo aver visto in DVD la versione cinematografica del musical Il fantasma dell'Opera di Andrew Lloyd Webber. Nel 2008 sua madre, sentendola cantare in casa le canzoni tratte dal musical, la incoraggia a gareggiare al Keane Idol, un talent show locale; in questa competizione canta Wishing you were somehow here again, arrivando seconda dopo una ragazza di vent'anni. Dopo la sorprendente prestazione al Keane Idol, comincia a prendere lezioni di canto, violino e pianoforte a partire dal giugno 2008, partecipando nel frattempo ad altri concorsi locali. Durante la stagione 2008-09 canta nel Children's Festival Chorus di Pittsburgh.
Abita con la sua famiglia a Richland, un sobborgo di Pittsburgh.

## Carriera
Comincia ad acquisire visibilità nel 2009, ancora giovanissima, quando è invitata a cantare sul palco con David Foster. Nello stesso anno si esibisce in Celebrate America, Speciale Tv edito dalla PBS, con il direttore d'orchestra Tim Janis.
Sempre nel 2009 partecipa alla quindicesima edizione di U.S.A. World Showcase Talent Competition, a Las Vegas, per un premio in denaro di 100000 $ e la possibilità di incidere una demo.
A novembre dello stesso anno pubblica il suo primo album studio, Prelude to a Dream. Include noti pezzi classici reinterpretati da una Evancho di soli nove anni. Secondo il padre Mike, dopo Prelude to a Dream Jackie è maturata così tanto ed in fretta che la produzione sembra perdere di significato, tanto da apparire infantile e artisticamente poco interessante, e decide quindi di ritirare l'album dal mercato per concentrarsi sul nuovo materiale.
Nel 2010 viene invitata a New York per cantare all'inaugurazione degli US Open di tennis, ma gli emergenti impegni con America's Got Talent della stessa estate la costringono a rifiutare.
Canta per il pubblico l'inno nazionale statunitense in tre occasioni: a un evento in onore del generale Chuck Yeager, alla partita d'apertura della stagione MLB 2010 dei Pittsburgh Pirates, al PNC Park, e all'insediamento del 45º presidente degli Stati Uniti Donald J. Trump il 20 gennaio 2017..
Si esibisce su invito della senatrice della Pennsylvania Jane Orie e in numerosi eventi di beneficenza nella Contea di Allegheny.

### America's Got Talent
Nella prima metà del 2010 viene ammessa alle audizioni del noto programma televisivo NBC grazie alla vittoria di un concorso indetto su YouTube dallo stesso show televisivo. Il suo debutto avviene il 10 agosto 2010 con O mio babbino caro, di Giacomo Puccini. La performance viene acclamata come una delle migliori nell'intera storia del programma e riceve responsi entusiasti dai tre giudici Piers Morgan, Howie Mandel e Sharon Osbourne; l'esecuzione della nota aria le procura anche un viaggio-premio agli Universal Studios Florida, in quanto la più votata su YouTube durante l'ammissione dal concorso televisivo.
Nei turni successivi canta Time to say goodbye di Lucio Quarantotto, nota al grande pubblico per le interpretazioni di Andrea Bocelli e Sarah Brightman, Pie Jesu di Andrew Lloyd Webber e Ave Maria di Bach e Gounod, ricevendo una standing ovation per ognuna di esse.
Nella puntata di chiusura andata in onda il 15 settembre 2010, Jackie Evancho si esibisce nuovamente nell'acclamata Time to say goodbye, stavolta in duetto con Sarah Brightman.
Giunta in finale, Jackie perde la competizione con il cantante e chitarrista soul Michael Grimm.

#### Interpretazioni e risultati
| Settimana        | Round   | Pezzo scelto        | Autore originale                     | Ordine di interpretazione | Risultato              |
| ---------------- | ------- | ------------------- | ------------------------------------ | ------------------------- | ---------------------- |
| Quarti di finale | YouTube | O mio babbino caro  | Giacomo Puccini                      | 12                        | Accede alle semifinali |
| Semifinali       | Top 24  | Time to say goodbye | Lucio Quarantotto                    | 11                        | Accede alla Top 10     |
| Top 10           | Top 10  | Pie Jesu            | Andrew Lloyd Webber                  | 10                        | Accede alla finale     |
| Finale           | Top 4   | Ave Maria           | Johann Sebastian Bach/Charles Gounod | 3                         | Seconda classificata   |

### Dopo America's Got Talent
Successivamente alla notorietà ottenuta con lo show della NBC, Jackie Evancho partecipa a numerosi eventi mondani ed artistici.
Infatti Jackie si esibisce al The Tonight Show con Jay Leno il 23 settembre 2010, dopo aver rilasciato la sua prima intervista in un programma dedicato.
Nella sua presenza al The Oprah Winfrey Show con i cantanti Susan Boyle e Debby Boone del 19 ottobre 2010, nomina Josh Groban, Charlotte Church e Andrea Bocelli tra gli artisti con cui desidererebbe collaborare in futuro; nello stesso programma canta Pie Jesu, definendolo il pezzo da lei preferito. La puntata ha mostrato anche registrazioni inedite di Jackie a casa e a scuola, con le testimonianze dei suoi conoscenti.
Il 16 novembre 2010 pubblica O Holy Night, suo secondo album studio. L'EP contiene quattro tracce, tra le quali 'Pie Jesu', già eseguita ad America's Got Talent. L'album esce anche in versione DVD, contenente tutto il materiale audio-video extra sulla sua partecipazione al talent show. La pubblicazione riscuote un immediato successo sull'onda della fresca notorietà della cantante ed ottiene numerosi riconoscimenti.
Il 27 novembre 2010 Jackie presenzia al My Macy's Holiday Parade presentato da WPXI a Pittsburgh ed è ospite al The Today Show il 9 novembre 2010.
Ospite anche di The View (il 15 novembre 2010), il 30 novembre 2010 canta Silent Night con Katherine Jenkins al NBC's Christmas Tree Lighting Special; nel dicembre dello stesso anno si esibisce con O Holy Night al National Christmas Tree Lighting, in presenza del presidente Barack Obama.
Il 2 dicembre 2010, Tim Janis la invita a cantare nel suo American Christmas Carol show al Carnegie Hall di New York.
Jackie Evancho diventa dunque la più giovane cantante solista che si sia mai esibita lì.
Il 21 dicembre 2010, la NHL annuncia che Jackie Evancho interpreterà l'inno nazionale statunitense ai NHL Winter Classic del 2011, nell'Heinz Field di Pittsburgh, in concomitanza con Steven Page per l'inno canadese.
Tra il 2010 e il 2011, Jackie gira uno spot per I maghi di Waverly e interpreta il suo primo videoclip musicale.
Nel 2012 ha cantato in duetto con Tony Bennett "When you wish Upon a star" in occasione del concerto "Ironstone vineyards 2012".

## Critica

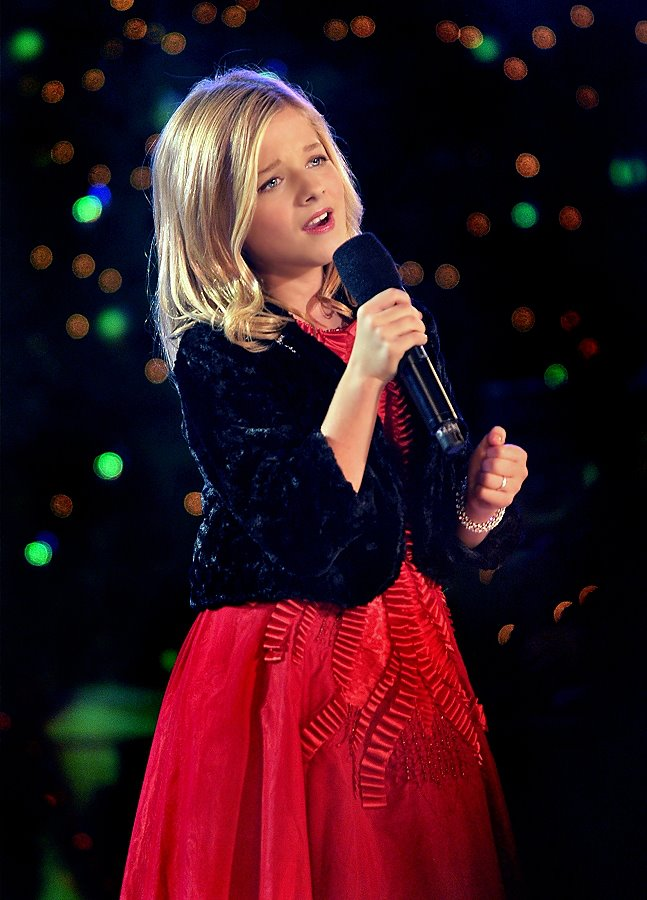
Jackie Evancho, 2011

Il mondo della musica e dello spettacolo ha subito ben accolto Jackie Evancho, soprattutto nel sottolineare la prodigiosa precocità della sua voce.
Christopher Hahn, direttore generale del Pittsburgh Opera, ha definito l'interpretazione di Jackie di "O mio babbino caro" come '"spellbinding" (trad. "affascinante", "magica"). Ha detto anche che "è del tutto insolito per un bambino di questa età avere una voce dal suono così ricco e lavorato". "Penso che [Jackie] sia semplicemente adorabile, dolce e irresistibile".
"È davvero insolito ascoltare una bambina che canta con tali calore e rotondità."
Hahn ha esaltato la performance di Jackie di Pie Jesu come forte e stabile, affermando che "il suo fraseggio era amabile, proprio quello di cui aveva bisogno per cantare quel pezzo."
Il compositore Tim Janis ha detto che "la sua voce è così pura e naturale che non ha difetti. La gente dice 'percepisco il suo potenziale', ma invece no, è qui, è adesso."
"Lei è davvero privilegiata con una voce così fenomenale."
Tuttavia, sono anche state sollevate alcune perplessità, soprattutto dagli utenti di YouTube; già dopo la prima interpretazione, si sono diffusi sul sito multimediale numerosi dubbi sul fatto che, durante le esibizioni, fosse davvero lei a cantare, in virtù del fatto che, secondo i diffidenti, una bambina di soli dieci anni non potesse avere una tale maturità nella voce e nella tecnica: è stata portata avanti, ad esempio, l'ipotesi che la bambina muovesse solo le labbra su una registrazione di una cantante professionista adulta. Nell'intento di difenderla da queste voci, per altro infondate, il giudice Howie Mandel le ha chiesto di eseguire in diretta un esercizio canoro qualsiasi per smentire il tutto; a tale richiesta, Jackie ha sorriso e ha subito intonato due note a caso, chiudendo la questione.
Invece Piers Morgan, altro giudice di America's Got Talent, ha detto di non aver mai visto nessuno con il talento di Jackie nell'interpretazione dell'Ave Maria (Bach-Gounod): "Io non ho mai visto una prestazione, in questo show o in Britain's Got Talent, o in qualunque altro talent show di tutto il mondo, con un maggiore potenziale di quella di Jackie Evancho. Questa prestazione era la perfezione."
Claudia Benack, professoressa di musica teatrale presso la Carnegie Mellon University ha detto che "[Jackie] ha un'insolita e matura sensibilità per il repertorio... Io penso che sia davvero molto positivo".
Etta Cox, una cantante jazz, insegnante della Creative and Performing Arts High School di Pittsburgh ha affermato: "La sua voce non è in linea con il suo corpo. Io non ho mai sentito una voce come quella in una bambina di dieci anni, e insegno canto da molti anni. La maturità della sua voce è incredibile per qualcuno della sua età."

## Discografia
Album studio
- Prelude to a Dream (2009)
- Dream with Me (2011)
- Heavenly Christmas (2011)
- Songs from the Silver Screen (2012)
- Awakening (2014)

Live
- Dream with me in Concert (2011)
- Jackie Evancho: Music of the Movies (2012)

EP
- O Holy Night (2010)

## Filmografia
- Lei è troppo per me (She's Out of My League), regia di Jim Field Smith (2010) – non accreditata
- La regola del silenzio - The Company You Keep (The Company You Keep), regia di Robert Redford (2012)

## Curiosità
- Come da lei stessa dichiarato a Jay Leno al Tonight Show, possiede tre cani, due gatti, quattro anatre, due porcellini d'India, nove paguri e una lucertola.[46]